# Еббі Гаркін
Еббі Гаркін (англ. Abbey Harkin, 6 травня 1998) — австралійська плавчиня.
Учасниця Олімпійських Ігор 2020 року.
Призерка Чемпіонату світу з плавання на короткій воді 2018 року.